# Angewandte Theologie
Angewandte Theologie ist eine transdisziplinäre Form, theologische Wissenschaft in all ihren Teildisziplinen zu betreiben. Sie stellt sich in enger Kooperation mit jeweils relevanten Wissenschaften, insbesondere den Sozialwissenschaften, gegenwärtigen Fragestellungen und Herausforderungen verschiedener Gesellschaftsbereiche und sucht so theologische, anthropologische, ethische, spirituelle und philosophische Einsichten für konkrete Problemlösung und eine grundlegende weltanschauliche Orientierung beizusteuern. In der Suche nach praxisrelevanten Antworten vor allem mit und für nicht-kirchliche Bedarfsträger unterscheidet sie sich von der Praktischen Theologie.